# Saint-Marcel-du-Périgord
Saint-Marcel-du-Périgord é uma comuna francesa na região administrativa da Nova Aquitânia, no departamento Dordonha. Estende-se por uma área de 11,67 km². Em 2010 a comuna tinha 152 habitantes (densidade: 13 hab./km²).